# Fratelli Goncourt

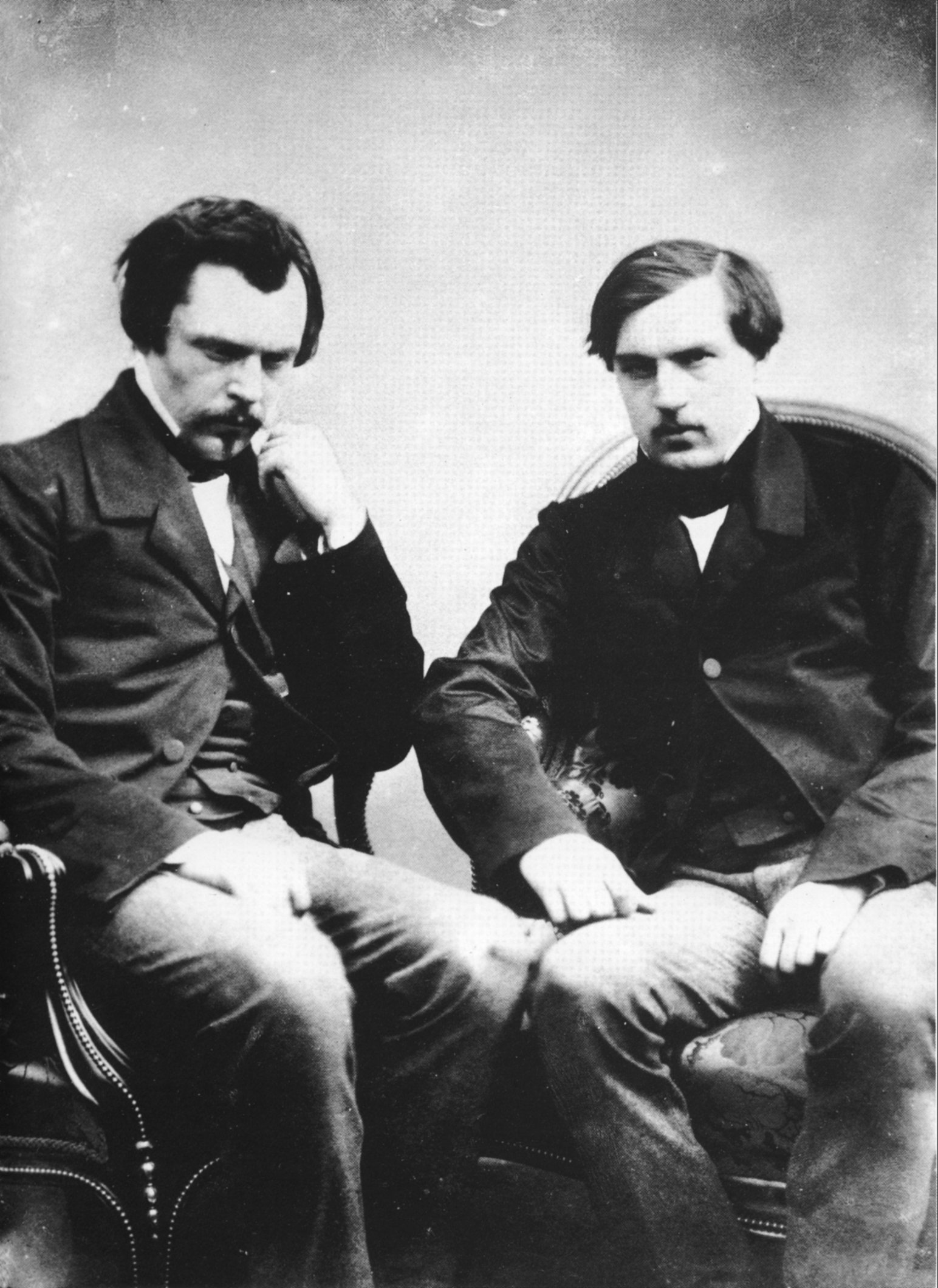
Edmond (a sinistra) e Jules (a destra) de Goncourt fotografati da Nadar

I fratelli Edmond e Jules de Goncourt (noti anche come fratelli Goncourt) sono stati due scrittori e romanzieri francesi del XIX secolo, esponenti del naturalismo.
Autori di libri d'arte, storia aneddotica e romanzi, furono inoltre gli inventori della écriture artiste, uno stile elaborato, colorito e ricco d'immagini.

## Biografia
Figli di un ex ufficiale di Napoleone e di Annette-Cécile Guérin, Edmond nacque a Nancy il 26 maggio 1822, mentre Jules il 17 dicembre 1830 a Parigi. Morto il padre nel 1843, furono cresciuti dalla sola madre, e quando anch'essa si spense, nel 1848, i due fratelli rimasero in possesso di una discreta fortuna, potendosi quindi dedicare interamente alla letteratura.
Scrissero insieme romanzi come Germinie Lacerteux, nel 1865, La Lorette e Pittori francesi del secolo XVIII. La loro opera più conosciuta rimane il loro Diario. Memorie di vita letteraria, che influenzerà grandi autori come Gide, Barrès, Claudel, Larbaud, Renard e Proust. Nietzsche vide in essi l'esempio supremo dello spirito decadente.
Nel 1851 cominciarono a scrivere anche il Journal, pubblicato in nove volumi da Edmond nel 1887-96, dove una congerie di notizie, aneddoti, scene è ricondotta a motivo di rappresentazione letteraria.
Odiavano la filantropia e il "retto pensiero", amavano Saint-Simon, Le Père Duchesne, i memorialisti (Chateaubriand).
Per volontà testamentaria di Edmond fu istituita l'Accademia Goncourt, che dal 1903 assegna ogni anno un premio letterario.

## Opere
- Histoire de la société française pendant la Révolution (1854)
- Portraits intimes du XVIIIe siècle (1857-58)
- L'art du XVIIIe siècle (1859-75)
- La femme au XVIIIe siècle (1862)

### Romanzi
- Soeur Philomène (1861)
- Germinie Lacerteux (1865)
- Manette Salomon (1867)
- Madame Gervaisais (1869)

### Rappresentazioni teatrali
- Henriette Maréchal (1865)